# Charles Deslys

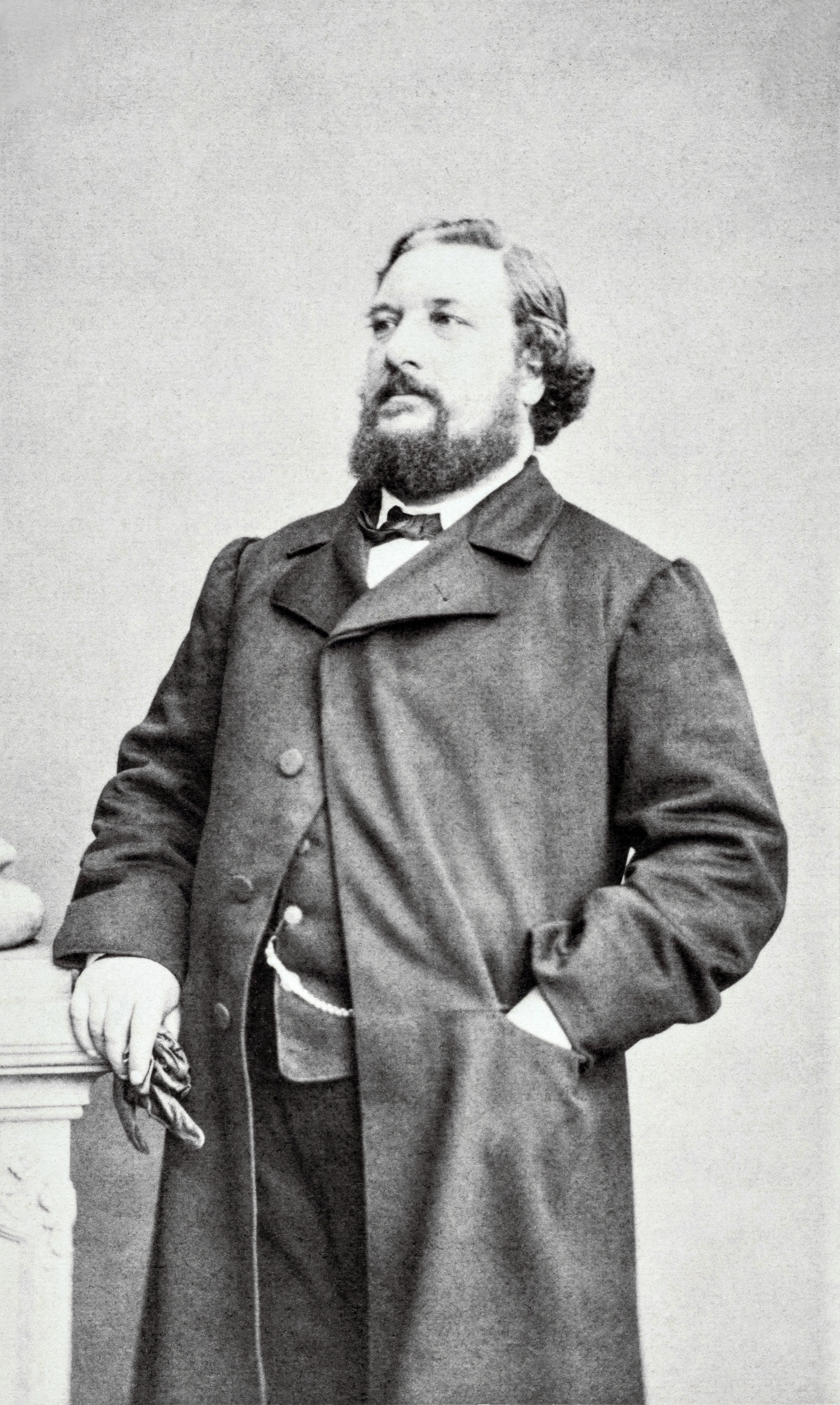
Charles Deslys

Charles Deslys (* 1. März 1821 in Paris; † 13. März 1885 ebenda) war ein französischer Schriftsteller.

## Leben und Wirken
Deslys erhielt seine Bildung auf dem Lycée Charlemagne und unternahm nach Absolvierung seiner Schulzeit eine ausgedehnte Studienreise nach und durch Italien. Nach seiner Rückkehr arbeitete er einige Zeit als Schauspieler in Südfrankreich. Während dieser Zeit konnte er auch als Schriftsteller debütieren.
Nach anfänglichen Schwierigkeiten hatte Deslys 1846 mit seiner Novelle „Les bottes vernies de Cendrillon“ seinen literarischen Durchbruch. Ab diesem Erfolg wirkte Deslys nur noch als Schriftsteller. Neben seinen eigenen Werken (auch fürs Theater) verfasste er Auftragsarbeiten für den Courrier français; eine dithyrambische Geschichte der Révolution de Février und 1851 den Roman La mère Rainette.

## Werke (Auswahl)
- La millionnaire. 1852.
- La dernière grisette. 1853.
- Mlle. Bouillabaisse. 1853.
- Rigobert le rapin. 1854 (Fortsetzung des vorherigen).
- Les compagnons de minuit. 1857.
- L'héritage de Charlemagne. 1864.
- Le roi d’Yvetot. 1866.
- Les récits de la Grève. 2. Auflage. 1866 (von der Akademie gekrönt).
- Les compères du roi. 1867.
- La maison du bon Dieu. 1875.
- Le serment de Madeleine. 1875.
- Le casseur de pierres. Drame. 1867.